# Gruffudd ap Rhydderch
Gruffudd ap Rhydderch (overleden 1055) was koning van Morgannwg en Deheubarth, aanvankelijk samen met zijn broer Rhys. Hij was een zoon van Rhydderch ab Iestyn.
Na de dood van Rhydderch in 1033 volgden zijn zoons Gruffudd en Rhys hem vermoedelijk op in Morgannwg, maar in Deheubarth kwamen Hywel en Maredudd, zoons van Edwin ab Einion aan de macht. Gruffudd en Rhys bestreden hen de troon, en het kwam in 1034 tot een veldslag, de slag bij Irathwy, die echter door Gruffudd en Rhys verloren werd. Nadat Hywel ab Edwin in 1043 was gedood door Gruffudd ap Llywelyn van Gwynedd grepen de broers in 1045 alsnog hun kans; de bronnen beschrijven dit als een 'groot verraad'.
In 1049 werd Deheubarth aangevallen door een vloot van Ierse Vikingen. Gruffudd en Rhys konden hen overreden in plaats daarvan een gezamenlijke aanval op Engels grondgebied te ondernemen. In 1052 volgde een nieuwe aanval op Hereford, mogelijk door Gruffudd ap Rhydderch maar meer waarschijnlijk door Gruffudd ap Llywelyn. In een strafexpeditie van de Engelsen het volgende jaar werd Rhys ap Rhydderch gedood.
In 1055 of daaromtrent trok Gruffudd ap Llywelyn opnieuw naar het zuiden. Hij versloeg en doodde Gruffudd ap Rhydderch, en voegde zowel Deheubarth als Morgannwg aan zijn gebieden toe.